# Menrva
Pour le cratère sur Titan, voir Menrva (cratère).

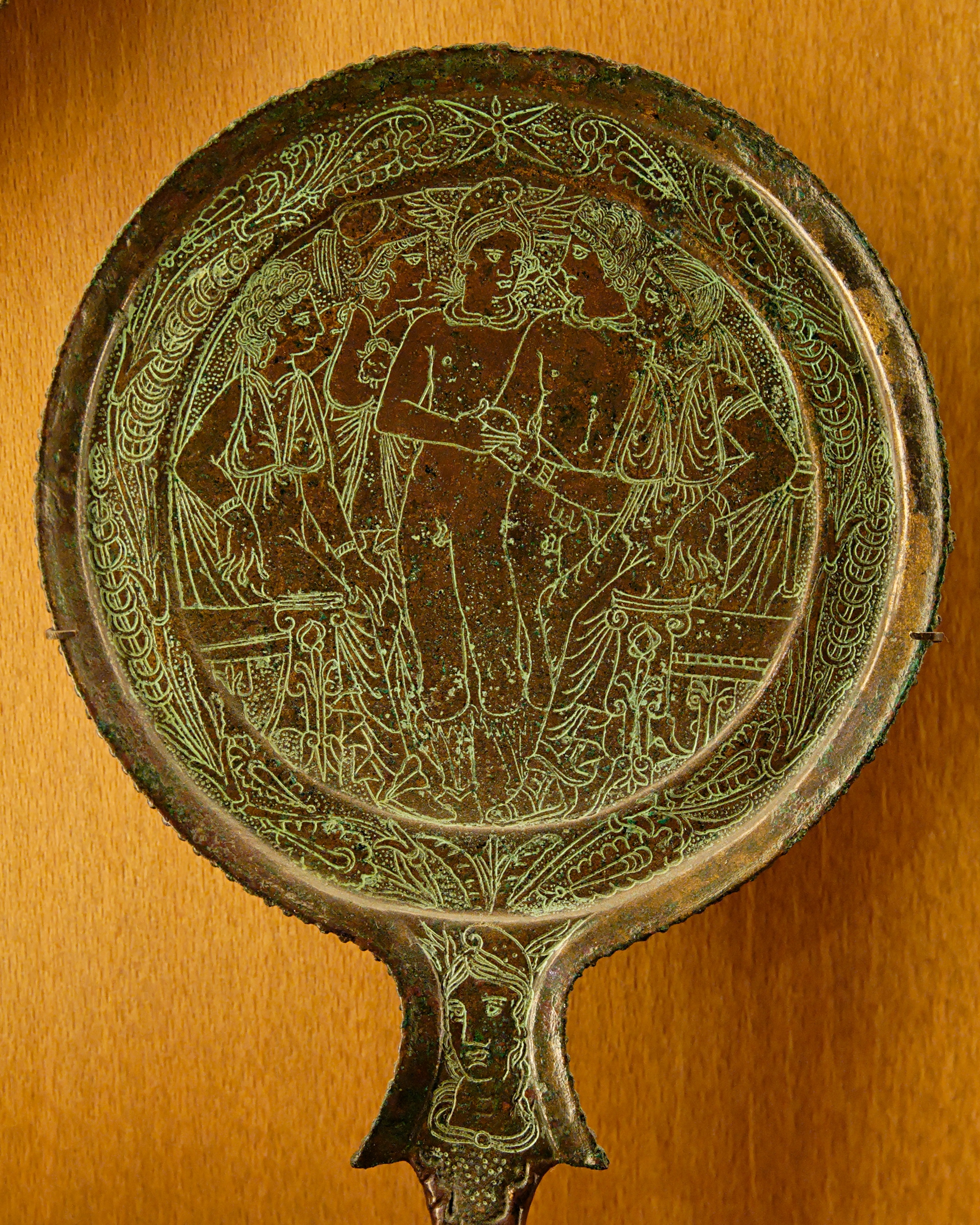
Jugement de Pâris, Miroir à manche en bronze, œuvre étrusque, Menrva est la seconde à partir de la gauche

Menrva (Menarva, Meneruva ou Menrfa) dans la mythologie étrusque est la déesse de la sagesse et des arts à l'égal d'Athéna chez les Grecs. Et de Minerve chez les Romains.

## Description
Ses attributs sont le casque, la lance, le bouclier et l'olivier.
Elle est née de la tête de son père Tinia.